# 安徽大劇院
安徽大剧院是位於中華人民共和國安徽省合肥市芜湖路与美菱大道上的一個劇院，占地面积约2万多平方米。剧院始建于1950年代末，1985年底，第一期工程竣工并投入使用。2000年，劇院重新改造与装修。

## 外部連結
- 官方网站